# Yên Ninh
Yên Ninh là một xã thuộc huyện Yên Định, tỉnh Thanh Hóa, Việt Nam.

## Địa lý
Xã Yên Ninh nằm ở giữa huyện Yên Định, có vị trí địa lý:
- Phía đông giáp các xã Định Liên, Định Tăng
- Phía tây giáp các xã Yên Hùng, Yên Thịnh
- Phía nam giáp các huyện Thiệu Hóa, Thọ Xuân với ranh giới là sông Cầu Chày
- Phía bắc giáp các xã Yên Thái, Yên Phong.

Xã Yên Ninh có diện tích tự nhiên 11,98 km², quy mô dân số năm 2022 là 10.630 người, mật độ dân số đạt 887 người/km². Dân cư sinh sống tại Yên Ninh chủ yếu là người Kinh.

## Lịch sử
Sau năm 1945, địa bàn xã Yên Ninh ngày nay là các xã Yên Ninh, Yên Lạc cùng thuộc huyện Yên Định.
Ngày 5 tháng 7 năm 1977, sáp nhập huyện Yên Định với một phần huyện Thiệu Hóa thành huyện Thiệu Yên; 2 xã Yên Ninh, Yên Lạc thuộc huyện Thiệu Yên. Đến ngày 18 tháng 11 năm 1996, huyện Thiệu Yên giải thể; các xã Yên Ninh, Yên Lạc trở lại thuộc huyện Yên Định.
Đến năm 2017, các xã Yên Ninh, Yên Lạc mỗi xã có 10 thôn. Cùng năm, Hội đồng nhân dân tỉnh Thanh Hóa khóa XVII thông qua các nghị quyết về việc sáp nhập thôn:
- Xã Yên Ninh: nhập các thôn Bích Động 1, Bích Động 2 thành thôn Bích Động, nhập thôn Trịnh Xá 2 vào thôn Trịnh Xá 1, nhập các thôn Trịnh Xá 3, Trịnh Xá 4 thành thôn Trịnh Xá 2, nhập các thôn Trịnh Xá 5, Trịnh Xá 6 thành thôn Trịnh Xá 3, nhập các thôn Ngọc Đô 1, Ngọc Đô 2 thành thôn Ngọc Đô;[9]
- Xã Yên Lạc: nhập thôn Châu Thôn 2 vào thôn Châu Thôn 1, nhập các thôn Châu Thôn 3, Châu Thôn 4 thành thôn Châu Thôn 2, nhập môt phần thôn Hanh Cát 2 vào thôn Hanh Cát 1, nhập thôn Hanh Cát 3 vào phần còn lại của thôn Hanh Cát 2, nhập môt phần thôn Phác Thôn 2 vào thôn Phác Thôn 1, nhập thôn Phác Thôn 3 vào phần còn lại của thôn Phác Thôn 2.[10]

Sau sắp xếp, xã Yên Ninh có 5 thôn, xã Yên Lạc có 6 thôn.
Năm 2022, xã Yên Ninh có diện tích 5,96 km², dân số là 4.964 người, mật độ dân số đạt 833 người/km²; xã Yên Lạc có diện tích 6,02 km², dân số là 5.666 người, mật độ dân số đạt 941 người/km².
Ngày 24 tháng 10 năm 2024, Ủy ban Thường vụ Quốc hội thông qua Nghị quyết số 1238/NQ-UBTVQH15 (có hiệu lực từ ngày 1 tháng 1 năm 2025). Theo đó, nhập toàn bộ diện tích và dân số của xã Yên Lạc vào xã Yên Ninh.

## Hành chính
Xã Yên Ninh gồm 11 thôn: Bích Động, Châu Thôn 1, Châu Thôn 2, Hanh Cát 1, Hanh Cát 2, Ngọc Đô, Phác Thôn 1, Phác Thôn 2, Trịnh Xá 1, Trịnh Xá 2, Trịnh Xá 3.